# Mike O’Malley
Mike O’Malley (ur. 31 października 1966 w Bostonie) – amerykański aktor i pisarz.
Występował w serialu komediowym CBS Tak, kochanie. Wcześniej krótko, miał własny program w NBC o nazwie Mike O’Malley Show, w którym grał u boku siostry Kerry O’Malley. Występował też w serialu Glee.

## Nagrody
- Nagroda Emmy
  - Nominacja: Emmy Najlepszy gościnny występ aktora w serialu komediowym (2010)
  - za rolę Burta Hummela: Glee